# Krokevatnet
Krokevatnet är en sjö i Antarktis. Den ligger i Östantarktis. Norge gör anspråk på området. Krokevatnet ligger 34 meter över havet. Arean är 32 kvadratkilometer. Den ligger vid sjöarna  Shel'fovoe och Karovoevatnet. Den sträcker sig 14,4 kilometer i nord-sydlig riktning, och 8,2 kilometer i öst-västlig riktning.
I övrigt finns följande vid Krokevatnet:
- Dakshin Gangotri (en glaciär)
- Diatomovoevatnet (en sjö)
- Forkastningsvatnet (en sjö)
- Prilednikovoye Lake (en sjö)
- Sbrosovoye Lake (en sjö)
- Sheshnag (en sjö)
- Sundsvatnet (en sjö)